# Harry, gentleman pickpocket
Pour plus de détails, voir Fiche technique et Distribution.
Harry, gentleman pickpocket (Harry in Your Pocket) est une comédie dramatique policière américaine produite et réalisée par Bruce Geller et sortie en 1973.

## Fiche technique
- Titre : Harry, gentleman pickpocket
- Titre original : Harry in Your Pocket
- Réalisation : Bruce Geller
- Scénario : James Buchanan, Ronald Austin
- Photo : Fred J. Koenekamp
- Montage : Arthur Hilton
- Musique : Lalo Schifrin
- Producteur : Bruce Geller, Alan Godfrey
- Distribution : United Artists
- Pays d’origine : États-Unis
- Langue : anglais
- Format : 1.85 : 1 - couleurs
- Genre : Comédie dramatique, Film policier
- Durée : 103 min.
- Date de sortie : 1973.

## Distribution
- James Coburn (VF : Pierre Hatet) : Harry
- Michael Sarrazin (VF : Bernard Lanneau) : Ray Haulihan
- Trish Van Devere (VF : Françoise Dasque) : Sandy Coletto
- Walter Pidgeon (VF : Gabriel Cattand) : Casey
- Michael C. Gwynne : Fence
- Tony Giorgio : le 1er détective
- Michael Stearns : le 2d détective
- Sue Mullen : Francine